# Holmefjord
Holmefjord es una localidad del municipio de Fusa en la provincia de Hordaland, Noruega. Se asienta en la costa del Samnangerfjorden en la zona norte de Fusa, a unos 7,5 km al noroeste de Eikelandsosen.